# Граддівська дубина
Гра́ддівська дуби́на — лісовий заказник місцевого значення в Україні. Об'єкт розташований на території Маневицького району Волинської області, ДП «Колківське ЛГ», Граддівське лісництво, квартал 49, виділ 30. 
Площа — 7,5 га, статус отриманий у 1994 році.
Охороняється ділянка дубового лісу природного походження із віком близько 150 років, де у підліску переважно ростуть ліщина звичайна і крушина ламка, у трав'яному покриві багато лікарських рослин і ягідників. У заказнику мешкають та розмножуються багато представників поліської фауни.